# Notes on a Scandal
Notes on a Scandal är en brittisk långfilm från 2006 med Judi Dench, Cate Blanchett och Bill Nighy. Filmen är baserad på en roman av Zoe Heller om en kvinnlig lärare på en skola som börjar en affär med en av sina omyndiga elever. Filmen är regisserad av Richard Eyre och nominerades för fyra Oscars; Bästa kvinnliga huvudroll, Judi Dench, Bästa kvinnliga biroll, Cate Blanchett, Bästa manus, Patrick Marber och Bästa sång, Philip Glass.

## Handling
Barbara (Judi Dench) jobbar som lärarinna på en skola i medelklassens England. Hon lever ett liv i ensamhet med dagboken som sin enda konfidant. Men hennes värld förändras när Sheba (Cate Blanchett) kommer in i hennes liv. Som ny lärare på skolan tar Sheba alla med storm. En frisk fläkt bland rutiner, polyesterkläder och betonggråa väggar och Barbara tror hon hittat den själsfrände hon alltid sökt - tills hon upptäcker att Sheba har en affär med en av sina elever. Barbara tappar först fattningen, hennes perfekta lojala väninna har svikit henne, men inser sedan att hon kan använda hemligheten till sin fördel.

## Tagline
- One Woman's Mistake is Another's Opportunity...

## Skådespelare
| Judi Dench      | – Barbara Covett  |
| Cate Blanchett  | – Sheba Hart      |
| Tom Georgeson   | – Ted Mawson      |
| Michael Maloney | – Sandy Pabblem   |
| Joanna Scanlan  | – Sue Hodge       |
| Shaun Parkes    | – Bill Rumer      |
| Emma Kennedy    | – Linda           |
| Andrew Simpson  | – Steven Connelly |
| Phil Davis      | – Brian Bangs     |
| Bill Nighy      | – Richard Hart    |
| Juno Temple     | – Polly Hart      |
| Max Lewis       | – Ben Hart        |

## Kritiskt mottagande
Filmen fick positiva recensioner. Svenska Dagbladet gav filmen betyget 5 av 6 och skrev: "Om bara regissören hade använt Philip Glass bombastiska musik lite försiktigare, kunde jag rosa denna utsökt välspelade film utan förbehåll."
I Rotten Tomatoes har 87% av kritikerna röstat filmen positiv (163 recensioner). Metacritic rapporterade att filmen fått 73 av 100, med 35 recensioner skrivna.